# Dirty Boxing
Dirty Boxing ist ein Jazzalbum von Erik Friedlander. Die im Februar 2024 bei zwei verschiedenen Sessions in New York City entstandenen Aufnahmen erschienen am 28. Juni 2024 im Eigenverlag. Der CD-Ausgabe ist das Album Floating City beigefügt.

## Hintergrund
Bei der Session, bei der Dirty Boxing entstand, wurde der Cellist Erik Friedlander vom Pianisten Uri Caine, dem Bassisten Mark Helias und dem Schlagzeuger Ches Smith begleitet. Aufgenommen wurde das Material vom 27. bis 28. Februar 2024 im Studio The Bunker in Brooklyn. Die Session auf der zweiten CD (Floating City) wurde am 7. und 8. Februar 2024 im Studio G in Brooklyn aufgenommen. Friedlander und Helias spielten dabei mit der Gitarristin Wendy Eisenberg und der Vokalistin Sara Serpa.
Dirty Boxing ist vielleicht das erste Jazz-Album, das sich mit dem Vokabular der Mixed Martial Arts (MMA) befasst, schrieb Jim Hynes (Making a Scene). Joe Mazzulla, der kürzlich NBA-Champion wurde, hat einige der MMA-Konzepte verwendet, um sein Team zu inspirieren. Offensichtlich habe es bei ihm gut funktioniert und bei Friedlander funktioniert es auch. Jazz werde in Bezug auf Improvisation und Teamwork oft mit Basketball verglichen. Die athletischen Bewegungen von MMA und ihre Intensität, Anmut und ihr wilder Kampfgeist seien also sicherlich nicht weit hergeholt. Friedlander sieht den Vergleich so:
„Ich bin seit etwa 3-4 Jahren immer mehr von den Mixed Martial Arts fasziniert. Die schiere Intensität, mit der sich diese Athleten im Octagon herausfordern, ist fesselnd. Es ist eine Art von Intensität, die ich nachvollziehen kann. Beim Auftreten geht es in vielerlei Hinsicht darum, sich selbst auf die Probe zu stellen, auszudrücken, was einem wichtig ist, und seine Leidenschaften zu teilen. Und dabei wird niemand verletzt!“ Er beschrieb die Ähnlichkeiten weiter: „Genau wie ein Kämpfer verschiedene Kampfsporttechniken auswählt und mischt, greift ein Musiker auf verschiedene Einflüsse und Erfahrungen zurück, um seinen einzigartigen Sound und Vibe zu formen.“

## Titelliste
- Erik Friedlander: Dirty Boxing[2]

CD 1
1. Sprawl 5:29
2. Foot Stomp 4:41
3. Shrimping (Mod 9) 4:44
4. Ground & Pound (Mod 1) 3:30
5. D’Arce (Mod 2) 3:28
6. Contender 3:46
7. Erik Friedlander’s the Throw – Submission 4:55
8. Kimura 4:18

CD 2
1. Floating City I 6:46
2. Floating City II 3:27
3. Floating City – Interstitial 1:32
4. Floating City III 6:30
5. Floating City IV 6:02
6. Floating City – Interstitial II 0:45
7. Floating City V 3:50

Alle Kompositionen stammen von Erik Friedlander.

## Rezeption
Eine Aufnahme von Erik Friedlander kann einen vergessen lassen, dass das Cello normalerweise nicht als Jazzinstrument gilt, schrieb Dave Sumner in Daily Bandcamp. Noch nie sei dieser Eindruck besser vermittelt worden als bei diesem Werk. „Dirty Boxing“ – der Albumtitel beziehe sich auf Mixed Martial Arts – besteche durch Stücke, die im breiten Spektrum des Jazz-Ausdrucks angesiedelt sind und jeweils mit bewundernswertem Zusammenhalt ineinander übergehen.
Das Album Dirty Boxing sei mit 34 Minuten relativ kurz und enthalte Titel, die das Thema klar repräsentieren, wie zum Beispiel „Shrimping“, „Ground and Pound“ und „Submission“, schrieb Klm Hynes. Im kraftvollen Opener „Sprawl“ webe der Cellist eine Melodie über perkussives, beeindruckendes Klavier und Schlagzeug. „Foot Stomp“ sei eine knifflige Nummer im gemischten Takt, die den musikalischen „Fußstampfen“ um eine einzige Achtelnote verschiebe, um den charakteristischen Moment der Melodie zu erzeugen. Nur die geschickteste Rhythmusgruppe könnte dies schaffen, indem sie die schnellen, wechselnden Bewegungen eines Kämpfers nachahme. Smith sei hier besonders in Hochform. Friedlander experimentiere auch mit einer modularen Kompositionsform, die es ermögliche, die grundlegende Form der Melodie bei jedem Abspielen zu ändern. Jede dieser Melodien, Titel 3–5, würde ein Bandmitglied als Solist herausstellen. „Shrimping“ sei ein Feature für Caine, Smith lasse seinem Können im treffend betitelten „Ground and Pound“ freien Lauf und Helias lege in „D“Arce seine Pizzicato-Läufe hin. Doch jedes Quartettmitglied könnte der Solist in jedem dieser energiegeladenen Stücke sein und sie würden wahrscheinlich genauso gut funktionieren.